# Dealul Melcului (Firtuș)
Dealul Melcului (Firtuș)  (monument al naturii) este o arie protejată de interes național ce corespunde categoriei a III-a IUCN (rezervație naturală de tip geologic), situată în estul Transilvaniei, pe teritoriul județului Harghita.

## Localizare
Aria naturală se află în partea estică a județului Harghita în Depresiunea Praid, pe teritoriul administrativ al comunei Corund, în nord-vestul satului  omonim, în imediata apropiere a drumului național DN13A care leagă localitatea Bălăușeri de municipiul Miercurea Ciuc.

## Descriere
Rezervația naturală a fost declarată arie protejată prin Legea Nr.5 din 6 martie 2000, publicată în Monitorul Oficial al României, Nr.152 din 12 aprilie 2000, privind aprobarea Planului de amenajare a teritoriului național - Secțiunea a III-a - zone protejate și se întinde pe o suprafață de 8 ha. Aceasta reprezintă o zonă (fostă exploatare minieră) în perimetru căreia se găsesc două formațiuni geologice și importante depozite minerale de aragonit, calcit, coralite și depuneri de travertin. În arealul rezervației se află un izvor natural (cu emanații de hidrocarburi) ce formează la ivirea din stâncării, un con cu depuneri de culoare albastră-verzuie.